# Can Noi Camins
Can Noi Camins és una masia del Prat de Llobregat. En principi es deia Can Camins (és anomenat en la Consueta Parroquial de principis del segle xix. En aquesta època ja pertanyia a la família Sigalés, ja documentada al Prat a la primera meitat del segle xvii), però per resolució d'alcaldia, va passar a denominar-se " Can Noi Camins ". Deixa'n el nom de Can Camins a la masia situada a la pineda del Prat de Llobregat.
La masia de Can noi Camins, va ser construïda a finals del segle xix per Anton Pejoan a la finca de Fonollar. Consta de planta baixa i pis, porxos a la part del darrere i estable a l'esquerra de l'entrada principal. Situada al costat del camí de la Bunyola 82 del Prat de Llobregat, té una superfície de 392 m².
Actualment hi continua vivint la família Sigalés. És considerada patrimoni Català